# La Grammaire française et impertinente
La Grammaire française et impertinente est un manuel de Jean-Louis Fournier publié en 1992. 

## Résumé
Le livre vise à expliquer l'ensemble des règles à suivre pour dire et écrire correctement, pour les élèves peinant aujourd'hui sur l'orthographe, mais aussi pour les parents, de manière ludique, avec humour, à l'aide d'exemples cocasses et fantaisistes.

## Adaptation
Le livre a été adapté à la télévision en 1996, dans un programme court diffusé sur La Cinquième, avec Catherine Jacob.